# Caenis bajaensis
Caenis bajaensis is een haft uit de familie Caenidae. De wetenschappelijke naam van de soort is voor het eerst geldig gepubliceerd in 1983 door Allen & Murvosh.
De soort komt voor in het Nearctisch gebied en het Neotropisch gebied.